# نیل آستین
نیل آستین (انگلیسی: Neil Austin؛ زادهٔ ۲۶ آوریل ۱۹۸۳) بازیکن فوتبال اهل بریتانیا است.
از باشگاه‌هایی که در آن بازی کرده‌است می‌توان به باشگاه فوتبال دارلینگتون، باشگاه فوتبال بارنزلی، باشگاه فوتبال هارتل پول یونایتد، و باشگاه فوتبال گیتزهد اشاره کرد.
وی همچنین در تیم‌های ملی فوتبال England national under-16 football team و زیر ۱۷ سال انگلستان بازی کرده‌است.